# August Vollrath Streubel
August Vollrath Streubel (* 16. Oktober 1817 in Osterholz; † 7. April 1895 in Berlin-Niederschönhausen) war ein deutscher Lehrer, Ornithologe und Zoologe.

## Leben und Wirken
Der Vater von Streubel war Jäger, seine Mutter hieß Charlotte Louise geb. Werner. Vermutlich erweckte sein Vater das Interesse für die Natur. Laut Sterbeurkunde wurde August Vollrath Streubel in Osterholz Landkreis Stendal geboren. Zumindest ab dem Jahr 1844 hat sich Streubel in der Blumenstraße 64 in Berlin niedergelassen. Am 16. Juni 1858 heiratete er in der Markuskirche die 1811 in Brest geborene Auguste Emilie geb. Scheerbarth. Aus dem Heiratseintrag geht hervor, dass Streubel zu diesem Zeitpunkt als Lehrer an der Dorotheenstädtischen Realschule arbeitete. Später war er an der Strahlauer höheren Bürgerschule tätig, an der er 1859 über das Thema Einige Worte über die Unverlässigkeit der Augenpflege der Schuljugend, namentlich in großen Städten referierte. Seine Frau verstarb vor Streubel am 5. Juli 1889 in ihrem gemeinsamen Wohnsitz Grüner Weg 25 in Berlin. Nach dem Tod seiner Frau zog Streubel in Prenzlauer Allee 218, dem Ort, an dem er schließlich auch verstarb.
Mit seinem Artikel Ueber die Stellung der Brachyelytren oder Staphylinen im natürlichen System in der Fachzeitschrift Isis von Oken und dem darin für die Wissenschaft neuen Tribus Euplectini bzw. Subtribus Euplectitae aus der Familie der Kurzflügler erschien 1839 seine erste Publikation. Neben seiner Lehrtätigkeit publizierte er einige naturhistorische Werke. Zumindest am 15. Band der Allgemeine Encyklopädie der Wissenschaften und Künste, ein Projekt von Johann Samuel Ersch und Johann Gottfried Gruber, trug Streubel einige Teile bei (z. B. Pentacidae, Pentastomum oder Pentastoma, Pericallus etc.). Seine deutsche Übersetzung von Georges Cuviers Le règne animal widmete er Alexander von Humboldt und Christian Gottfried Ehrenberg. 1848 war er Erstbeschreiber des Rauchseglers (Cypseloides fumigatus). Das Typusexemplar befand sich im Berliner Museum und wurde von Johann Natterer gesammelt. Mit der Art führte er die neue Gattung Cypseloides ein. Im gleichen Artikel erstbeschrieb er die Moosnestsalangane (Aerodramus salangana). Mit Der Conservator schrieb er 1848 ein Buch, das als Anleitung zu Tierpräparation dienen sollte. Dieses Buch erschien 1851 als Neuauflage unter dem Titel Anleitung Naturalien aller Reiche zu sammeln erneut.

## Dedikationsnamen
Im Jahr 1861 verwendete Gustav Hartlaub den Namen Cypselus streubelii für einen Vogel einen Vogel den Theodor von Heuglin gesammelt hatte. Da er das Typusexemplar mit Cypselus abessynicus Streubel, 1848 verglich, ist dieser Name eine Widmung für Streubel. Später stellte sich heraus, dass der Name ein Synonym für den Weißbürzelsegler (Apus caffer (Lichtenstein, MHC, 1823)) darstellte. Bei Streubels Name handelt es sich ebenfalls um ein Synonym für die Haussegler-Unterart (Apus affinis galilejensis (Antinori, 1855)).

## Publikationen (Auswahl)
- Ueber die Stellung der Brachyelytren oder Staphylinen im natürlichen System (Ein Beitrag zu Klassifikation der Käfer). In: Isis von Oken. Nr. 2, 1839, S. 126–137 (biodiversitylibrary.org).
- in Johann Samuel Ersch, Johann Gottfried Gruber: Allgemeine Encyklopädie der Wissenschaften und Künste in alphabetischer Folge von genannten Schriftstellern bearbeitet und herausgegeben von J. s Ersch und J. G. Gruber mit Kupfern und Charten. Band 15. F. A. Brockhaus, Leipzig 1841 (gdz.sub.uni-goettingen.de).
- Der Conservator oder praktische Anleitung, Naturalien aller Reiche zu sammeln, zu conserviren und für wissenschaftliche Zwecke, wie auch zum Vergnügen aufzustellen. Ein Hilfsbuch zum Selbstunterricht für Lehrer an Schulen, Landprediger, Hauslehrer und alle Diejenigen, welche Naturaliensammlungen zweckmässig, ohne unnöthigen Zeit- und Kosten-Aufwand, anlegen wollen. Nach eigenen Erfahrung bearbeitet und mit Tabellen zur leichteren Bestimmung der Mineralien und Pflanzen u. versehen. Verlag von Ferdinand Rubach, Berlin 1845 (biodiversitylibrary.org).
- Das Thierreich geordnet nach seiner Organisation als Grundlage der Naturgeschichte der Thiere und als Einleitung in die vergleichende Anatomie. Vom Freiherrn Georg v. Cuvier, weiland Königlich Französischen Pair, u.s.w., u.s.w. Nach der zweiten, vermehrten Ausgabe frei ins Deutsche übersetzt und durch Zusätze sowohl dem heutigen Standpunkt der Wissenschaft angepasst als auch für den Schulunterricht eingerichtet. Druck und Verlage von G. Reimer, Berlin 1846 (biodiversitylibrary.org).
- Die Cypseliden des Berliner Museums. In: Isis von Oken. Nr. 5, 1848, S. 348–373 (biodiversitylibrary.org).
- Anleitung Naturalien aller Reiche zu sammeln und für wissenschaftliche Zwecke, wie auch zum Vergnügen aufzustellen: ein Hülfsbuch für Lehrer und zum Selbstunterricht; nach eigenen Erfahrungen bearbeitet und mit Tabellen zur leichtern Bestimmung der Mineralien und Pflanzen versehen. Verlag von Ferdinand Rubach, Baensch 1851 (biodiversitylibrary.org).
- Einige Worte über die Unverlässigkeit der Augenpflege der Schuljugend, namentlich in großen Städten in Jahres-Bericht über die Stralauer Stadtschule für das Schuljahr von Michaelis 1858 bis Michaelis 1859 womit zu der Montag, den 26. September 1859 (Vormittags von 9 bis 1 Uhr) im Hörsaale der Anstalt stattfindenden öffentlichen Prüfung der Schüler und Schülerinnen. Druck von G. Hickethier (vorm. J. Petsch), Berlin 1859.
- Beiträge zur reinen und angewandten Naturgeschichte. 1. Zur Trichinenfrage. 2. Ueber das Exterieur des Floh’s. Selbstverlag des Verfassers. Druck von Gustav Schultze & Co., Berlin 1866 (birdforum.net).